# 靖边县
37°36′04″N 108°47′39″E / 37.601108°N 108.794174°E
靖边县是中国陕西省榆林市所辖的一个县。区域总面积为5088平方公里，人口約39万人。十六国时期的夏國首都统万城就在其与内蒙古北红柳河一带交接的地方。

## 行政区划
靖边县下辖1个街道办事处、16个镇：
张家畔街道、东坑镇、青阳岔镇、宁条梁镇、周河镇、红墩界镇、杨桥畔镇、王渠则镇、中山涧镇、杨米涧镇、天赐湾镇、龙洲镇、海则滩镇、黄蒿界镇、席麻湾镇、小河镇和镇靖镇。

## 人口
2020年末，榆林市第七次全国人口普查主要数据公报显示：靖边县常住人口为389002人，男性人口占比52.39%，女性人口占比47.61%，年龄结构中0-14岁占比24.73%，15-59岁占比61.64%，60岁以上占比13.63%，65岁以上占比9.1%。

## 交通
- 307国道过境。

## 特产
靖边羊肉、靖边土豆、靖边小米、靖边苦荞：中国地理标志产品。

## 历史
靖边县杨桥畔镇的一座汉城遗址被认为是秦汉时上郡阳周县县城。西汉时，阳周县境内有橋山黄帝陵。推测是因新朝与匈奴战争之故，致阳周县城被废弃:58—60。
1942年县委、县政府由镇靖镇迁入张家畔镇。1945年9月20日发生安边起义，八路军歼灭在宁条梁镇的新编第11旅第2团和国民党靖边县政府。